# Expertenrat für Klimafragen

Logo des Expertenrats für Klimafragen

Der Expertenrat für Klimafragen, kurz ERK, auch Klimarat, ist ein auf Basis des deutschen Bundes-Klimaschutzgesetzes (KSG) im August 2020 eingerichtetes Gremium mit Sitz in Berlin. Er prüft die vom Umweltbundesamt vorgelegten Emissionsdaten und legt der Bundesregierung und dem Deutschen Bundestag eine Risikobewertung der veröffentlichten Daten vor.
Vorbilder für den deutschen Klimarat auf Bundesebene sind Beratungsgremien im Rahmen der Klimaschutzgesetze auf Ebene der Bundesländer und das Committee on Climate Change in Großbritannien. Das britische Gremium hat jedoch eine herausgehobene Rolle im dortigen Klimaschutzrecht: Es erstellt zentrale Fortschrittsberichte zur Evaluierung der CO2-Budgets und zur Erreichung der Klimaschutzziele. Der Expertenrat in Deutschland hat diese Kompetenzen nicht.

## Aufgaben

Zielerreichungsmechanismus des deutschen Klimaschutzgesetzes, Aktivitäten des Klimarats in blau

Der Expertenrat soll insbesondere die jährlichen Ziele der Bundesregierung zum Klimaschutz auf Ebene einzelner Wirtschaftssektoren prüfen. Die Aufgaben des Expertenrats sind in § 12 KSG festgelegt. Demnach:
- prüft das Gremium die vom Umweltbundesamt vorgelegten Emissionsdaten und legt der Bundesregierung und dem Bundestag eine Bewertung der veröffentlichten Daten vor,
- prüft der Expertenrat Annahmen zur Treibhausgasreduktion, die den von der Bundesregierung geplanten Sofortmaßnahmen zugrunde liegen, mit denen sie nach § 8 KSG auf Überschreitungen der Jahresemissionsmengen reagieren will,
- nimmt er Stellung zu Annahmen über die Minderung von Treibhausgasemissionen, die von der Bundesregierung geplanten Änderungen der Jahresemissionsmengen der Sektoren, Fortschreibungen des Klimaschutzplans und Beschlüssen von Klimaschutzprogrammen zugrunde liegen,
- legt er, beginnend 2022, alle zwei Jahre Bundestag und -regierung ein Gutachten vor, das sogenannte Zweijahresgutachten; das Gutachten berichtet, wie sich die deutschen Treibhausgasemissionen entwickelt haben und inwiefern sich die deutsche Klimapolitik eignet, die im KSG festgeschriebenen Klimaziele zu erreichen,
- kann er von Bundesregierung oder Bundestag mit der Erstellung von Sondergutachten beauftragt werden.

Weiter reichende Befugnisse, etwa die Prüfung des Klimaschutzberichtes der Bundesregierung, die im Referentenentwurf des KSG noch vorgesehen war, wurden vom Klimakabinett der Regierung nicht in die Endfassung des KSG aufgenommen. Damit bleiben die Befugnisse des Klimarates hinter denen ähnlicher Gremien zurück, wie etwa denen des britischen Committee on Climate Change, das laut Begründung des KSG Vorbild für den Expertenrat sein sollte. Wesentliche Aufgabe des Rates bleibt damit, so die Umweltjuristin Juliane Albrecht, die Prüfung der Emissionsdaten nach § 12 Abs. 1 KSG. Die Daten werden vom Umweltbundesamt nach § 5 Abs. 1 und 2 KSG jährlich bis spätestens Mitte März erstellt und dem Rat übersandt, der Expertenrat legt der Bundesregierung und dem Deutschen Bundestag dann innerhalb eines Monats eine Bewertung der Daten vor. Zu diesen Emissionsdaten gehören die Treibhausgase, die § 2 KSG als Kohlendioxid (CO2), Methan (CH4), Distickstoffoxid (N2O), Schwefelhexafluorid (SF6), Stickstofftrifluorid (NF3) sowie teilfluorierte Kohlenwasserstoffe (HFKW) und perfluorierte Kohlenwasserstoffe (PFKW) definiert.
Anlässlich der erstmaligen Einberufung des Gremiums im August 2020 sagte die in den Expertenrat berufene Brigitte Knopf: „Es reicht nicht, beim Kampf gegen die Erderwärmung nur Ziele zu beschließen. Ziele müssen auch mit Maßnahmen unterlegt werden. Der Expertenrat wird jährlich schauen, ob sie ausreichen.“
Laut Brigitte Knopf sei es Ziel des Rats, eine Grundlage für die Debatte anzubieten.

## Zusammensetzung
Die Zusammensetzung ergibt sich aus § 11 Abs. 1 KSG: „Es wird ein Expertenrat für Klimafragen aus fünf sachverständigen Personen verschiedener Disziplinen eingerichtet. Die Bundesregierung benennt für die Dauer von fünf Jahren die Mitglieder, davon jeweils mindestens ein Mitglied mit hervorragenden wissenschaftlichen Kenntnissen und Erfahrungen aus einem der Bereiche Klimawissenschaften, Wirtschaftswissenschaften, Umweltwissenschaften sowie soziale Fragen.“ Der Expertenrat als Ganzes soll Fachkenntnis für die von Minderungszielen des KSG erfassten Sektoren „abbilden“, also für Energiewirtschaft, Industrie, Verkehr, Gebäude, Landwirtschaft sowie Abfallwirtschaft und Sonstiges. Frauen und Männer sollen gleichberechtigt vertreten sein; eine einmalige Wiederernennung ist möglich.
Erste Amtsperiode (2020–2025)
Im August 2020 wurden folgende Wissenschaftler in den Expertenrat berufen:
- Hans-Martin Henning, Co-Leitung des Fraunhofer-Instituts für Solare Energiesysteme (ISE); Professor für Solare Energiesysteme im Institut für Nachhaltige Technische Systeme der Albert-Ludwigs-Universität Freiburg; Mitglied des wissenschaftlichen Beirats „Roadmap Effizienzstrategie 2050“ des Bundesministeriums für Wirtschaft und Energie
- Brigitte Knopf, Generalsekretärin am Mercator Research Institute on Global Commons and Climate Change (MCC), Berlin
- Marc Oliver Bettzüge, Professor für Volkswirtschaftslehre, speziell Energiewirtschaft, und geschäftsführender Direktor des Energiewirtschaftlichen Instituts (EWI), Universität zu Köln
- Thomas Heimer, Professor für Innovationsmanagement und Projektmanagement, Hochschule RheinMain in Rüsselsheim; Honorarprofessor, Frankfurt School of Finance & Management in Frankfurt am Main; wissenschaftlicher Leiter der Technopolis Deutschland GmbH
- Barbara Schlomann, Leiterin des Geschäftsfelds Energiepolitik im Competence Center Energiepolitik und Energiemärkte am Fraunhofer-Institut für System- und Innovationsforschung (ISI), Karlsruhe

Zweite Amtsperiode (seit 1. September 2025)
Für die zweite Amtsperiode berief das Bundeskabinett folgende Mitglieder:
- Marc Oliver Bettzüge (Universität zu Köln; Wiederberufung)
- Barbara Schlomann (Fraunhofer ISI, Karlsruhe; Wiederberufung)
- Tanja Kneiske (Fraunhofer IEG, Cottbus; neu berufen)
- Allister Loder (Technische Universität München; neu berufen)
- Julia Pongratz (Ludwig-Maximilians-Universität München; neu berufen)[12]

Die Neubesetzung 2025 wurde in Medienberichten aufgegriffen; die taz verwies auf frühere Kritik an „Gefälligkeitsgutachten“ des EWI, an dem Marc Oliver Bettzüge tätig ist.

## Berichte

### Prüfbericht 2021
Am 15. April 2021 legte der Klimarat erstmals einen Bericht zu der vom Umweltbundesamt erstellten Vorjahresschätzung der deutschen Treibhausgasemissionen vor. Der Klimarat fand keine Anhaltspunkte, dass das Umweltbundesamt zu anderen als den vorgelegten Schätzungen hätte kommen müssen. Die Emissionen in den betrachteten Sektoren lagen – außer im Gebäudesektor – unter den gemäß dem KSG vorgesehenen Höchstwerten. Laut Klimarat war mehr als die Hälfte des Emissionsrückgangs auf einen Rückgang der Wirtschaftsleistung vor allem infolge der COVID-19-Pandemie zurückzuführen. Ohne diese Sondereffekte hätten insbesondere die Emissionen im Verkehrssektor deutlich über dem Höchstwert gelegen. Die Bundesregierung legte ein Sofortprogramm für den Gebäudesektor vor, dessen Annahmen der Klimarat prüfte. Der Expertenrat konstatierte, dass eine konsistente, isolierte Rechnung, die die Wirkung des Programms quantifiziert, nicht vorgelegt worden sei. Die für einen abweichenden Zeitraum und ein abweichendes Fördervolumen vorgelegte Schätzung der Minderungswirkung ist nach Ansicht des Rats tendenziell zu hoch. Ein Nachweis, dass die Jahresemissionsmengen in den Folgejahren eingehalten werden, sei nicht geliefert worden.

### Prüfbericht 2022
Im Jahr 2021 überschritten laut Emissionsbericht 2022 des Umweltbundesamtes der Gebäude- und Verkehrssektor ihre zulässigen Emissionshöchstmengen. Die vom Umweltbundesamt vorgelegten Zahlen wurden vom Expertenrat bestätigt. Bau- und Verkehrsministerium legten Sofortprogramme zur Behebung der Klimaschutzlücke vor, die der Rat im Sommer prüfte. Beim Bauministerium unter Leitung von Klara Geywitz (SPD) kam das Gremium in seinem Bericht zum Ergebnis, dass der gut 60 Seiten umfassende Plan mit 137 Mio. Tonnen Emissionsreduktion bei Kohlenstoffdioxid gerade so ausreichend sei. Der Rat befürchtete aber, dass ein Großteil dieser Emissionseinsparung erst gegen Ende der 2020er Jahre zu erwarten sei, und hielt die konkrete Umsetzung für nur „teilweise wahrscheinlich“. Den von Verkehrsminister Volker Wissing vorgelegten Plan wies der Rat hingegen als völlig unzureichend zurück. Der gerade einmal vier Seiten umfassende Plan sei „schon im Ansatz ohne hinreichenden Anspruch“ und würde bis 2030 gerade einmal 13,66 Mio. Tonnen Kohlenstoffdioxideinsparung bewirken, womit der Verkehrssektor 261 Mio. Tonnen CO2 mehr ausstoße als zulässig. Bereits im ersten von drei Prüfungsschritten habe man festgestellt, dass der Plan „nicht die Anforderungen an ein Sofortprogramm erfüllt“, sodass man die beiden weiteren Prüfschritte, nämlich ob die Maßnahmen sich für die Zielerreichung eignen und realistisch sind, gar nicht erst durchgeführt habe. Klimaratsmitglied Brigitte Knopf erklärte, beim Verkehrsministerium bestehe „gar nicht der Anspruch, auf den Klimapfad zurückzukommen“.

### Zweijahresgutachten 2022
Im November 2022 legte der Expertenrat seinen ersten Zweijahresbericht vor. Er stellt darin fest, dass die bislang beschlossenen Maßnahmen bei weitem nicht ausreichen, um das gesetzlich festgeschriebene Ziel einer 65-prozentigen Reduktion des Treibhausgas-Ausstoßes bis 2030 gegenüber dem Jahr 1990 zu erreichen. Die Höhe der jährlichen CO2-Reduktion müsse insgesamt auf das Doppelte gesteigert werden. In der Industrie wäre eine Verzehnfachung nötig, im Verkehrssektor sogar eine Steigerung um den Faktor 14.

### Prüfberichte 2023
In seinem am 17. April 2023 veröffentlichten Prüfbericht zur Berechnung der deutschen Treibhausgasemissionen für das Jahr 2022 sieht der Expertenrat die Klimaziele nur teilweise erreicht. Insgesamt seien die Emissionen gegenüber 2021 von 760 auf 746 Megatonnen CO2-Äquivalent um 1,9 % gesunken. In den Bereichen Verkehr und Gebäude stellt der Rat die erneute Zielverfehlung fest, im Gebäudesektor bereits im dritten Jahr in Folge.
Die Emissionsminderungen seien zudem teilweise krisenbedingt und möglicherweise nicht von Dauer. Ohne das in Folge des Krieges in der Ukraine geringere Wachstum der Wirtschaftsleistung wären die Treibhausgasemissionen um rund 9 Mt CO2-Äq. höher gewesen. Insbesondere die deutliche Zielunterschreitung im Industriesektor sei im Wesentlichen auf energiepreisbedingte Produktionsrückgänge in der energieintensiven Industrie zurückzuführen.
Die aktuell vorgeschlagene Aufweichung der Ressortverantwortung sowie Überlegungen zur Änderung des Steuerungsmechanismus im Klimaschutzgesetz würden das Risiko für zukünftige Zielverfehlungen erhöhen.
In einer Stellungnahme zum Entwurf des Klimaschutzprogramms 2023 der Bundesregierung kritisiert der Klimarat die inkonsistente Datenlage in den einzelnen Ministerien, mahnt ein schlüssiges Gesamtkonzept an und schlägt die Einführung einer Obergrenze für die Treibhausgasemissionen vor.
Da die Eigenverantwortung der Ressorts zugunsten einer Gesamtverantwortung des Kabinetts entfallen soll, schlägt der Rat als Ausgleich die Einführung wirksamen Erfolgskontrollen vor.

### Prüfbericht 2024
In seinem am 15. April 2024 veröffentlichten Prüfbericht für das Jahr 2023 bestätigt der Expertenrat trotz erheblicher Unsicherheiten den vom Umweltbundesamt berechneten Rückgang der Emissionen im Jahr 2023 gegenüber dem Vorjahr um rund 10 % von 750 auf 674 Milliarden Tonnen CO2-Äquivalent. Dies sei der höchste prozentuale Rückgang binnen eines Jahres seit 1990. Das Ziel für die Gesamtemissionen sei damit erreicht worden. Während die Sektoren Energiewirtschaft (−20 %), Industrie (−8 %) und Gebäude (−8 %) hohe Emissionsminderungen verzeichneten, verfehlte der Verkehrssektor (−1 %) sein Ziel erneut deutlich. Im Landwirtschaftssektor gingen die Emissionen um knapp 2 % zurück.
Allerdings sei der Rückgang der Emissionen wie im Vorjahr vor allem auf den starken Produktionsrückgang in der energieintensiven Industrie zurückzuführen, der eine geringere Stromnachfrage und damit eine stark gesunkene Verstromung von Kohle zur Folge gehabt habe. Zum Rückgang der Emissionen im Straßengüterverkehr habe die generell schwache Wirtschaftsleistung beigetragen, während die Emissionen durch den Pkw-Verkehr zunahmen. Im Gebäudesektor dürfte der Rückgang wie im Vorjahr vor allem auf Gaseinsparungen durch geändertes Heizverhalten zurückzuführen sein, zudem auf Veränderungen in der Beheizungsstruktur und auf milde Witterung.
Die nach dem Urteil des Bundesverfassungsgerichts vom November 2023 zum zweiten Nachtragshaushalt 2021 vorgenommenen Kürzungen im Klima- und Transformationsfonds (KTF) bewirkten Kürzungen beim Bundes-Klimaschutzprogramm 2023 und ein Abschmelzen der Rücklage als dessen Finanzierungsgrundlage. Da fast die Hälfte der Maßnahmen fiskalischer Natur sind, verringere sich die Wahrscheinlichkeit, dass die mit dem Programm nach 2023 angestrebten Emissionsminderungen tatsächlich eintreten. Weitere Umsetzungsdefizite sieht der Expertenrat bei den im Klimaschutzprogramm enthaltenen Sofortprogrammen für die Sektoren Gebäude und vor allem Verkehr. Die beschlossenen Maßnahmen genügten nicht, um deren Ziele zu erreichen.

### Sondergutachten 2024
Am 3. Juni 2024 veröffentlichte der Expertenrat für Klimafragen ein durch die Bundesregierung beauftragtes Sondergutachten zur Prüfung der Projektionsdaten 2024, welche die zukünftige Entwicklung der Treibhausgasemissionen in Deutschland beschreiben. Im Gegensatz zur Regierung bezweifelt der Expertenrat, dass Deutschland seine Treibhausgasemissionen schnell genug senken wird. Für die 2030er Jahre würden die maximalen Emissionsmengen um 10 Prozent überschritten. Demnach werden gegenwärtig sowohl die Klimaschutzziele 2030, als auch die Treibhausgasneutralität 2045 verfehlt und auch 2050 nicht erreicht.

### Zweijahresgutachten 2024
Am 5. Februar 2025 legte der Expertenrat sein Zweijahresgutachten 2024 vor. Er kommt darin zum Ergebnis, dass die Emissionen in Deutschland zuletzt zwar schneller gesunken seien als in der Vergangenheit, die erzielten Fortschritte aber nicht ausreichen. Das Erreichen der nationalen Treibhausgasminderungs-Ziele für 2030 unter der EU-Lastenteilung sei weiterhin gefährdet.
Auf die Energiewirtschaft entfiel ein sehr großer Anteil der Reduktionen im Zeitraum 2014 bis 2023, sie könnte ihren Zielwert für 2030 unterschreiten; auch Landwirtschaft und Abfallwirtschaft könnten ihre Ziele übererfüllen. In der Industrie seien die Treibhausgasemissionen hauptsächlich zurückgegangen, weil – teilweise wegen Krisenereignissen wie dem Russischen Überfall auf die Ukraine seit 2022 – die Energiepreise gestiegen seien und die Nachfrage gesunken sei. Unzureichend sei die Emissionsminderung in den Sektoren Gebäude und Verkehr. Der Umstieg auf Elektromobilität laufe noch zu langsam, die Förderprogramme kämen bisher vor allem reicheren Menschen zugute. Dabei sollten Menschen mit niedrigem und mittlerem Einkommen stärker finanziell gefördert werden, zum Beispiel mit sozial differenzierten Förderprogrammen. Dieses solle beibehalten, nicht nach der Bundestagswahl rückgängig gemacht werden. Denn weil der europäische Emissionshandel 2027 auch auf die Bereiche Verkehr und Gebäude ausgeweitet wird, werden die CO2-Preise voraussehbar steigen und das Heizen mit fossilen Energieträgern zunehmend teurer. Ebenso problematisch sei die Entwicklung im Sektor Landnutzung (LULUCF), der eine Nettoquelle, statt wie geplant eine Nettosenke darstelle.
Der Expertenrat empfiehlt einen „zentralen Koordinierungsmechanismus“ zur besseren Integration verschiedener Politikfelder, zum Beispiel über die Wiedereinführung des Klimakabinetts. Zudem regt er die Einführung eines systematischen Monitoring- und Evaluationssystems an, das die Wechselwirkungen mit anderen Politikbereichen (Wirtschafts-, Finanz- und Sozialpolitik) analysiert und Zielkonflikte, aber auch Synergien und Co-Benefits offenlegt. Die Frage nach der Finanzierbarkeit müsse bei der Planung und Priorisierung von Klimaschutzmaßnahmen eine zentrale Rolle spielen. Die Bundesregierung solle deshalb in ihrer mehrjährigen Finanz- und Wirtschaftsplanung die erforderlichen hohen Transformationsinvestitionen von jährlich bis zu 255 Milliarden Euro ausdrücklich berücksichtigen, um zu beurteilen, in welchem Umfang und wie sie gestemmt werden können.

### Prüfbericht 2025
Am 15. Mai 2025 legte der Expertenrat seinen Prüfbericht zur Berechnung der deutschen Treibhausgasemissionen für das Jahr 2024 und zu den Projektionsdaten 2025 vor. Der Gebäudesektor sowie der Verkehrssektor überschritten demnach im Jahr 2024 zwar zum wiederholten Mal die vorgegebenen Jahresemissionsmengen, in beiden Sektoren sogar mehr als im Vorjahr. Über alle Sektoren gesehen stellt der Expertenrat jedoch trotz unterschätzter Emissionen in Projektionsdaten keine Budgetüberschreitung bis 2030 fest. Somit liege keine zweite Überschreitung im Sinne von § 8 Absatz 1 des Klimaschutzgesetzes vor, der Auslösemechanismus für eine Nachsteuerung komme daher nicht zur Anwendung.
Ohne den Puffer, der sich in den Jahren 2021 bis 2024 unter anderem durch Corona und die schwache Wirtschaft aufgebaut habe, wäre allerdings bis Ende 2030 mit hoher Wahrscheinlichkeit eine deutliche Budgetüberschreitung zu erwarten gewesen. Laut den Projektionsdaten werden zudem die nationalen Verpflichtungen gemäß der europäischen Lastenteilungsverordnung ab dem Jahr 2024 verfehlt. Im Vergleich zum vorigen Jahr sei die Ziellücke bis 2030 sogar gewachsen. Auch das übergeordnete 65-Prozent-Ziel für das Jahr 2030 würde nicht erreicht. Vom Koalitionsvertrag der neuen Bundesregierung gehe kein nennenswerter Impuls für die Zielerreichung im Jahr 2030 aus.
Für die Jahre nach 2030 zeigten die Projektionsdaten eine deutliche und im Zeitverlauf zunehmende Zielverfehlung. Da der Sektor Landnutzung wegen des schlechten Zustands des Waldes künftig nicht mehr als eine Senke von Emissionen, sondern als eine Emissionsquelle gewertet werde, würde das Ziel der Klimaneutralität im Jahr 2045 sehr deutlich verfehlt.